# Deutsche Film AG

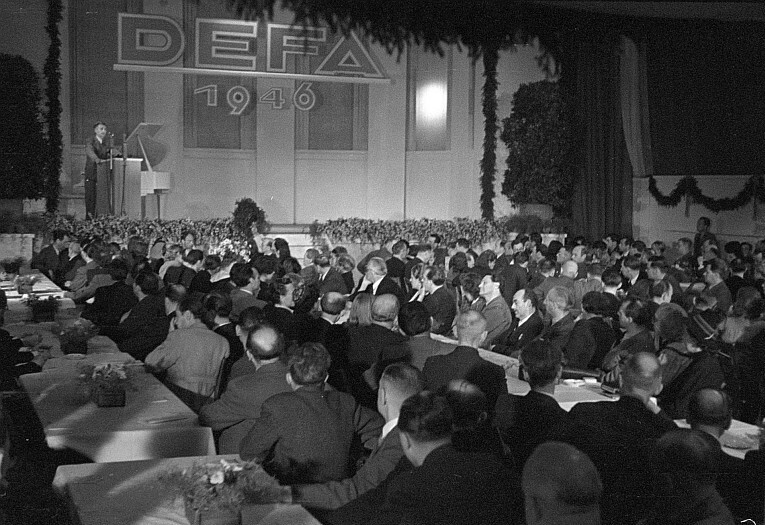
Fiesta de inauguración de la DEFA el 17 de mayo de 1946.

La Deutsche Film AG, también conocida como DEFA, fue una compañía cinematográfica estatal y vertical de la República Democrática Alemana, cuya sede estaba en Babelsberg. La DEFA filmó alrededor de 700 películas, 750 películas de dibujos animados y 2250 documentales y cortometrajes. También se doblaron unas 8000 películas.
Se creó el 17 de mayo de 1946 y desapareció junto con la RDA en el año 1990.

## Directores generales
La DEFA tuvo los siguientes directores generales:
- 1952-1956 Hans Rodenberg
- 1956-1961 Albert Wilkening
- 1961-1966 Jochen Mückenberger
- 1966-1973 Franz Bruk
- 1973-1976 Albert Wilkening
- 1976-1989 Hans-Dieter Mäde
- 1989-1992 Gert Golde